# Liste der Naturdenkmale im Landkreis Märkisch-Oderland
Die Liste der Naturdenkmale im Landkreis Märkisch-Oderland nennt die Naturdenkmale im Landkreis Märkisch-Oderland in Brandenburg.
In den Spalten befinden sich folgende Informationen:
- Nr.: Identifizierungsnummer nach veröffentlichter Liste. Sie wird von der unteren Naturschutzbehörde des Landkreises oder der kreisfreien Stadt vergeben. Wenn sie bekannt ist, wird sie angegeben. In dieser Spalte kann sich zusätzlich das Wort Wikidata befinden, der entsprechende Link führt zu Angaben zu diesem Naturdenkmal bei Wikidata.
- Bezeichnung: Benennung des Naturdenkmals, in der Regel wird bei Bäume die Baumart genannt. Bekannte Eigennamen werden mit angegeben.
- Gemarkung: Ort oder Gemarkung, in der sich das Naturdenkmal befindet
- Lage: Nennt die Lage des Naturdenkmals im jeweiligen Ortsteil und die geografischen Koordinaten des Naturdenkmals. Link zu einem Kartenansichtstool, um Koordinaten zu setzen. In der Kartenansicht sind Naturdenkmale ohne Koordinaten mit einem roten beziehungsweise orangen Marker dargestellt und können in der Karte gesetzt werden. Denkmale ohne Bild sind mit einem blauen bzw. roten Marker gekennzeichnet, Denkmale mit Bild mit einem grünen beziehungsweise orangen Marker.
- Beschreibung: die Beschreibung des Naturdenkmales
- Schutzzweck: Erläutert den Grund der Unterschutzstellung
- Bild: Zeigt ein Bild des Naturdenkmales und gegebenenfalls ein Link zu weiteren Fotos im Medienarchiv Wikimedia Commons

## Amt Barnim-Oderbruch

### Neulewin
| Bild | Bezeichnung | Lage                                                                               | Beschreibung | Schutzzweck                        | Nummer |
| ---- | ----------- | ---------------------------------------------------------------------------------- | --- | ---------------------------------- | ------ |
| BW   | Stiel-Eiche | Kerstenbruch, Am gepflasterten Weg zum Dammhaus. (52° 44′ 14,7″ N, 14° 16′ 8,1″ O) | Stammumfang ca. 500 cm. Vitalität eingeschränkt (Totholz), Schäden im Bereich des Stammfußes und der Wurzelanläufe; geringfügiger Pflege- und Sanierungsaufwand | Für die Art besonderer Stammumfang | 1      |

### Prötzel
| Bild            | Bezeichnung                 | Lage | Beschreibung | Schutzzweck                                                                                       | Nummer |
| --------------- | --------------------------- | --- | --- | ------------------------------------------------------------------------------------------------- | ------ |
| BW              | Gerichtslinde               | Harnekop, Neben der Straße Richtung Sternebeck am Friedhof. (52° 40′ 58,4″ N, 14° 0′ 24,9″ O)                                                                  | Gerichtslinde; Stammumfang ca. 550 cm. Nur noch 1 Baum vorhanden (ursprünglich 2), vital (wenig Totholz), starke Schäden im Bereich des Stammes und des Stammkopfes sowie der Stämmlinge/Starkäste | Für die Art besonderer Stammumfang                                                                | 2      |
| BW              | Eulenbaum                   | Prötzel, Südwestlich des Schlosssees an einer Wegekreuzung im Wald („Tiergarten“); Zufahrt vom Ort über die Straße „Seeweg“. (52° 37′ 21,3″ N, 13° 59′ 8,2″ O) | Stammumfang ca. 620 cm. Unklar, ob Bestandteil des denkmalgeschützten Parks. | Für die Art besonderer Stammumfang                                                                | 3      |
| Fotos hochladen | Huteeiche und Tränke Biesow | Prötzel, Auf freiem Feld ca. 550 m nordöstlich von Biesow unmittelbar neben Kleingewässer. (52° 41′ 8,4″ N, 13° 55′ 56,3″ O)                                   | Hutebaum; Stammumfang ca. 390 cm. Freistehende Hutebäume dieser Art im Kreis sehr selten, besonders in Kombination mit Tränke.                                                                     | Freistehende Hutebäume dieser Art sind im Kreis sehr selten, besonders in Kombination mit Tränke. | 4      |

## Amt Golzow

### Alt Tucheband
| Bild            | Bezeichnung    | Lage | Beschreibung | Schutzzweck                        | Nummer |
| --------------- | -------------- | --- | --- | ---------------------------------- | ------ |
| Fotos hochladen | Eiche von 1815 | Alt Tucheband, Nordostufer Oderinsel, ca. 110 m südöstlich der Straßenbrücke. (52° 32′ 12,7″ N, 14° 30′ 53,6″ O) | Stammumfang ca. 318 cm und 466 cm. Hat Kriegsschäden als Folge der Sprengung der Kirche 1945. Wurde im Jahr 2005 mit Förderung des Naturschutzfonds Brandenburg aufwändig gesichert (Verseilungen u. a.). | Für die Art besonderer Stammumfang | 5      |

### Küstriner Vorland
| Bild | Bezeichnung | Lage | Beschreibung | Schutzzweck                                         | Nummer |
| ---- | ----------- | --- | ------------ | --------------------------------------------------- | ------ |
| BW   | Stiel-Eiche | Küstrin-Kietz, Nordostufer Oderinsel, ca. 110 m südöstlich der Straßenbrücke. (52° 34′ 40,1″ N, 14° 37′ 46,9″ O) |              | Für die Art besonderer Stammumfang, Ortsbildprägend | 6      |

### Zechin
| Bild                           | Bezeichnung    | Lage                                                            | Beschreibung | Schutzzweck                                                                                                 | Nummer |
| ------------------------------ | -------------- | --------------------------------------------------------------- | --- | --- | ------ |
| Weitere Bilder Fotos hochladen | Torbogen-Ulmen | Buschdorf, Gerickensberg 41. (52° 35′ 57,7″ N, 14° 25′ 12,4″ O) | Flatter-Ulmen, Stammumfang ca. 189 cm und 211 cm. Vital, erhebliche Schäden (Pilzbefall, Höhlung/Fäulnis im Stammfuß- und Wurzelbereich); umfangreicher Sanierungsbedarf        | Außergewöhnliche Wuchsform: 2 Bäume, deren Astwerk auf etwa 4 m Höhe Torbogenähnlich zusammengewachsen ist. | 7      |
| BW                             | Stiel-Eiche    | Friedrichsaue, Bahnhofstraße. (52° 36′ 4,2″ N, 14° 28′ 16″ O)   | Stammumfang ca. 645 cm. Baum frei gewachsen, im Hintergrund Bewuchs durch Großbäume und Sträucher; dennoch markant und prägend aufgrund Größe und Zustand                       | Besonderer Stammumfang                                                                                      | 8      |
| BW                             | Friedens-Eiche | Zechin, Bahnhofstraße. (52° 36′ 34,7″ N, 14° 27′ 8,7″ O)        | Stammumfang ca. 360 cm. Markanter, prägender Solitärbaum an der Straße (Kronendurchmesser 22 m), vital (wenig Totholz), geringe Schäden (Astbruch); geringfügiger Pflegebedarf. | Markanter, prägender Solitärbaum                                                                            | 9      |

## Amt Lebus

### Lebus
| Bild | Bezeichnung            | Lage                                                                   | Beschreibung                                                              | Schutzzweck                        | Nummer |
| ---- | ---------------------- | ---------------------------------------------------------------------- | ------------------------------------------------------------------------- | ---------------------------------- | ------ |
| BW   | Platane am Schlossberg | Lebus, Im Stadtpark am Schlossberg. (52° 25′ 43,9″ N, 14° 32′ 21,4″ O) | Stammumfang ca. 534 cm. Beginnende Platanenwelke, Verdickung am Stammfuß. | Für die Art besonderer Stammumfang | 10     |

### Treplin
| Bild | Bezeichnung | Lage | Beschreibung | Schutzzweck                                         | Nummer |
| ---- | ----------- | --- | --- | --------------------------------------------------- | ------ |
| BW   | Wild-Birne  | Treplin, Südlich des Feldwegs von Wulkow nach Treplin, ca. 2 km westlich von Wulkow an der Gemarkungsgrenze, freistehend zwischen Feldhecke und Waldrand. (52° 24′ 6,6″ N, 14° 25′ 49,3″ O) | Stammumfang ca. 360 cm. Wild-Birnen dieser Größe sind sehr selten. Dreifach-Stamm, Faulstellen, Totholz, nordwestlicher Stamm abgebrochen, in geringem Abstand Naturverjüngung. | Markanter Baum mit für die Art seltenem Stammumfang | 11     |

### Reitwein
| Bild | Bezeichnung | Lage | Beschreibung                                                                   | Schutzzweck                        | Nummer |
| ---- | ----------- | --- | ------------------------------------------------------------------------------ | ---------------------------------- | ------ |
| BW   | Stiel-Eiche | Reitwein, Im Reitweiner Wald, Südecke Abt. 2317, westlich neben Waldweg mit Namen „Frankfurter Straße“. (52° 29′ 36,6″ N, 14° 34′ 32,2″ O) | Stammumfang ca. 454 cm. Noch vitaler Baum, hohe Lebenserwartung.               | Für die Art besonderer Stammumfang | 12     |
| BW   | Blut-Buche  | Reitwein, 50 m südwestlich des sowjetischen Ehrenmals. (52° 30′ 2,2″ N, 14° 34′ 40,8″ O)                                                   | Stammumfang ca. 355 cm. Vitalität und Schädigungsgrad=2, hohe Lebenserwartung. | Für die Art besonderer Stammumfang | 13     |

### Zeschdorf
| Bild | Bezeichnung | Lage                                                                                             | Beschreibung | Schutzzweck                        | Nummer |
| ---- | ----------- | ------------------------------------------------------------------------------------------------ | --- | ---------------------------------- | ------ |
| BW   | Platane     | Alt Zeschdorf, Fischerhalbinsel, Ostufer des Mittelsees. (52° 25′ 35,6″ N, 14° 26′ 14,1″ O)      | Stammumfang ca. 515 cm. 1988 wurden alle drei auf der Fischerhalbinsel stehenden Bäume unter Schutz gestellt. Baum ist mit Fremdkörpern versehen (Steigeisen und mehrere RFT-Antennen). | Für die Art besonderer Stammumfang | 14     |
| BW   | Platane     | Alt Zeschdorf, Schlosspark, Westufer des Hohenjesarschen Sees. (52° 25′ 26,8″ N, 14° 26′ 4,6″ O) | Stammumfang ca. 540 cm. Vitalität und Schädigungsgrad=3, beginnende Platanenwelke, Wassertopf, Mehrfach-Stamm, hohe Lebenserwartung.                                                    | Für die Art besonderer Stammumfang | 15     |

## Amt Letschin

### Kienitz
| Bild | Bezeichnung | Lage | Beschreibung | Schutzzweck | Nummer |
| ---- | ----------- | --- | --- | --- | ------ |
| BW   | Dicke Eiche | Kienitz, Auf dem Oderdeich, wasserseitig zwischen km 40,6 und km 40,7. (52° 40′ 53,9″ N, 14° 25′ 46,8″ O) | Stammumfang ca. 515 cm. Stiel-Eiche steht an/auf Hochwasserschutzanlage und überragt den darauf entlang führenden Radweg. Auch besonders wertvoll als Rast-, Nist-, Brut- und Nahrungsstätte für Vögel und Insekten. | Solitärbaum mit bereits ansehnlicher Größe; prägend an diesem Standort, da sonst kaum Großgehölze auf dem Deich vorhanden. | 16     |

### Letschin
| Bild                           | Bezeichnung    | Lage                                                                                              | Beschreibung | Schutzzweck                                   | Nummer |
| ------------------------------ | -------------- | ------------------------------------------------------------------------------------------------- | --- | --------------------------------------------- | ------ |
| BW                             | Wild-Birne     | Letschin, Adresse laut VO „Wriezener Straße 30“, jetzt Nr. 51. (52° 39′ 45,4″ N, 14° 18′ 14,5″ O) | Stammumfang ca. 234 cm. Vitalität und Schädigungsgrad=2, Höhlung Starkäste, Stamm und Stammfuß. | Solitärbaum, für die Art ungewöhnliche Größe. | 17     |
| Weitere Bilder Fotos hochladen | Friedens-Eiche | Letschin, Auf dem Dorfanger südlich des Kirchturms. (52° 38′ 39″ N, 14° 21′ 37,9″ O)              | Stammumfang ca. 485 cm. Auf dem Anger sind eine Vielzahl von Gehölzen vorhanden, wobei dieser Baum zu den ältesten markantesten und prägendsten gehört; einige der in unmittelbarer Nähe befindlichen Bäume könnten langfristig dessen weitere Entfaltung behindern.                                              | Für die Art besonderer Stammumfang            | 18     |
| BW                             | Flatter-Ulme   | Ortwig/Graben, Vor Nr. 3 oder Nr. 21 (ehemalige Fischerei). (52° 43′ 13,8″ N, 14° 22′ 38,2″ O)    | Stammumfang ca. 458 cm. Vital, umfangreiche Schäden (Höhlung/Fäulnis im Bereich des Stammes und des Stammfußes bis in den Wurzelbereich, angebrochene und teilweise miteinander verwachsene Starkäste in der Krone). Relativ wenig Gehölze in unmittelbarer Nähe; interessant im Hinblick auf das „Ulmensterben“. | Für die Art besonderer Stammumfang            | 19     |
| BW                             | Stiel-Eiche    | Steintoch, Am Fuchsgraben, 500 m östlich vom Friedhof Voßberg. (52° 37′ 41,2″ N, 14° 24′ 11,9″ O) | Stammumfang ca. 630 cm. Vitalität=3-, Schädigungsgrad=4, Baum voller Pilzbefall, Höhlung Stamm, Wurzelanlauf; Standort aber unkritisch. | Für die Art besondere Größe                   | 20     |

## Amt Märkische Schweiz

### Märkische Höhe
| Bild | Bezeichnung | Lage | Beschreibung                                                                                              | Schutzzweck                                              | Nummer |
| ---- | ----------- | --- | --- | -------------------------------------------------------- | ------ |
| BW   | Grenzpappel | Batzlow, An der Gemarkungsgrenze zwischen den Gemarkungen Reichenow und Batzlow, ca. 100 m nördlich des von Batzlow nach Reichenow verlaufenden Verbindungswegs. (52° 38′ 19,9″ N, 14° 5′ 37,7″ O) | Silber-Pappel mit einem Stammumfang von ca. 490 cm. Markanter Solitär, guter Zustand, günstiger Standort. | Markanter Solitär, für diese Baumart ungewöhnliche Größe | 28     |

### Oberbarnim
| Bild            | Bezeichnung | Lage | Beschreibung | Schutzzweck                        | Nummer |
| --------------- | ----------- | --- | --- | ---------------------------------- | ------ |
| Fotos hochladen | Stiel-Eiche | Bollersdorf, Seeweg am Nordufer des Schermützelsees. (52° 34′ 36,8″ N, 14° 3′ 35,6″ O) | Stammumfang ca. 500 cm. Vitalität 2, Schädigungsgrad=3-, Wurzelanlauf durch Wegführung stark beschädigt, starke Stockfäule.                                                       | Für die Art hoher Stammumfang      | 21     |
| Fotos hochladen | Waldkiefer  | Ernsthof, Am Grenzweg Bollersdorf-Ernsthof, ca. 100 m östlich der Hauptstraße (jetzt B 168). (52° 35′ 15,2″ N, 14° 1′ 47,3″ O) | Stammumfang ca. 300 cm. Vitalität =3+, Schädigungsgrad=3, Kernfäule Stamm und Starkäste, Rissbildung Stamm, Lebenserwartung hoch; müsste freigestellt werden.                     | Besondere Wuchsform (Windflüchter) | 22     |
| BW              | Buche       | Pritzhagen, „Haus Tornow“, im Park. Dem vom Haus Tornow parallel zum Seeufer verlaufenden Weg folgend ca. 100 m westlich der Fließbrücke und ca. 35 m hinter der Weggabelung südlich des Wegs; „Methusalem“-Plaketten-Nr. 01050. (52° 34′ 42″ N, 14° 5′ 54,6″ O) | Stammumfang ca. 430 cm. Vitalität und Schädigungsgrad =2. Der „Methusalem“-Baum-Eigentümer wurde für die Unterschutzstellung nach dem „Methusalem-Programm“ vom Land entschädigt. | Für die Art besonderer Stammumfang | 23     |
| BW              | Stiel-Eiche | Pritzhagen, „Haus Tornow“, Wirtschaftshof. (52° 34′ 40,9″ N, 14° 6′ 13,5″ O) | Stammumfang ca. 460 cm. Vitalität und Schädigungsgrad =2. | Für die Art besonderer Stammumfang | 24     |

### Waldsieversdorf
| Bild | Bezeichnung      | Lage | Beschreibung                                                     | Schutzzweck | Nummer |
| ---- | ---------------- | --- | ---------------------------------------------------------------- | ----------- | ------ |
| BW   | Frühstücks-Eiche | Waldsieversdorf, An der alten Berliner Straße (Weg von Waldsieversdorf nach Dreieichen/Münchehofe). (52° 33′ 38,9″ N, 14° 6′ 26,3″ O) | Stammumfang ca. 460 cm. Baum hohl, Pilzbefall, Neigung über Weg. |             | 25     |

## Petershagen/Eggersdorf
| Bild            | Bezeichnung  | Lage                                                                                          | Beschreibung | Schutzzweck              | Nummer |
| --------------- | ------------ | --------------------------------------------------------------------------------------------- | --- | ------------------------ | ------ |
| Fotos hochladen | Trebus-Eiche | Eggersdorf bei Strausberg, Südwestseite der Wilhelmstraße. (52° 32′ 15,6″ N, 13° 48′ 57,6″ O) | Stiel-Eiche mit einem Stammumfang von ca. 474 cm. Als Solitärbaum auf dieser Straßenseite mit relativ dickem Stamm und markanter Kronenausdehnung prägend für das Ortsbild. | Solitär, ortsbildprägend | 30     |

## Rüdersdorf
| Bild                           | Bezeichnung    | Lage                                                                       | Beschreibung                                                          | Schutzzweck                             | Nummer |
| ------------------------------ | -------------- | -------------------------------------------------------------------------- | --------------------------------------------------------------------- | --------------------------------------- | ------ |
| Weitere Bilder Fotos hochladen | Schwarz-Kiefer | Rüdersdorf, Auf dem Platz am Kesselsee. (52° 28′ 34,2″ N, 13° 47′ 52,4″ O) | Baum ist noch vital, Holunder als Konkurrenz müsste beseitigt werden. | Solitärbaum, prägend an diesem Standort | 31     |

## Amt Seelow-Land

### Falkenhagen
| Bild | Bezeichnung | Lage                                                                      | Beschreibung                                                                                                | Schutzzweck                   | Nummer |
| ---- | ----------- | ------------------------------------------------------------------------- | --- | ----------------------------- | ------ |
| BW   | Stiel-Eiche | Falkenhagen, Südwestufer des Burgsees. (52° 25′ 56,4″ N, 14° 19′ 18,9″ O) | Stammumfang ca. 610 cm. Vitalität=2-, Schädigungsgrad=3, trotz vieler kleiner Schäden hohe Lebenserwartung. | Für die Art hoher Stammumfang | 32     |

### Gusow-Platkow
| Bild                           | Bezeichnung       | Lage | Beschreibung                                                     | Schutzzweck                                            | Nummer |
| ------------------------------ | ----------------- | --- | ---------------------------------------------------------------- | ------------------------------------------------------ | ------ |
| Weitere Bilder Fotos hochladen | Derfflinger-Eiche | Gusow, Nordseite des Weges von Gusow nach Werbig, ca. 50 m westlich der Gemarkungsgrenze. (52° 33′ 50,1″ N, 14° 22′ 2,2″ O) | Stammumfang ca. 500 cm. Baum hohl, Pilzbefall, Neigung über Weg. | Für die Art ungewöhnlicher Stammumfang, markanter Baum | 27     |

### Lietzen
| Bild | Bezeichnung             | Lage                                                                                               | Beschreibung                                             | Schutzzweck                   | Nummer |
| ---- | ----------------------- | -------------------------------------------------------------------------------------------------- | -------------------------------------------------------- | ----------------------------- | ------ |
| BW   | Eingriffeliger Weißdorn | Lietzen, Am Damm der ehemaligen Kleinbahn, 3 km vom Ort im FND. (52° 27′ 14,8″ N, 14° 18′ 46,1″ O) | Stammumfang ca. 160 cm. Vitalität und Schädigungsgrad=2. | Für die Art hoher Stammumfang | 33     |

### Lindendorf
| Bild | Bezeichnung       | Lage                                                                     | Beschreibung                                              | Schutzzweck                            | Nummer |
| ---- | ----------------- | ------------------------------------------------------------------------ | --------------------------------------------------------- | -------------------------------------- | ------ |
| BW   | 2 Schwarz-Pappeln | Dolgelin, 400 m östlich Friedensthal. (52° 30′ 52,9″ N, 14° 26′ 16,4″ O) | Vitalität und Schädigungsgrad=3, Krummwuchs, Schrägstand. | Echte Schwarzpappeln inzwischen selten | 34     |

### Neuhardenberg
| Bild                           | Bezeichnung                       | Lage | Beschreibung | Schutzzweck                               | Nummer |
| ------------------------------ | --------------------------------- | --- | --- | ----------------------------------------- | ------ |
| Weitere Bilder Fotos hochladen | Napoleoneiche oder Franzoseneiche | Altfriedland, Westseite B 167; zwischen Abzweig nach Karlsdorf und Abzweig nach Altfriedland. (52° 36′ 54,7″ N, 14° 12′ 11,5″ O)  | Stammumfang ca. 700 cm. Markanter, prägender Solitärbaum dicht an der Straße und weit über diese hinüberragend. Napoleon soll hier gerastet haben. Verkehrssicherungsmaßnahmen ausgeführt 2008: Totholzbeseitigung, Kroneneinkürzung, Einkürzung eines Starkastes über der Fahrbahn. | Wahrscheinlich zweitstärkster Baum in MOL | 26     |
| Weitere Bilder Fotos hochladen | Wulkow-Eiche                      | Wulkow/Trebnitz, Am Weg zum Friedhof auf dem Heldenhain für die Gefallenen des 1. Weltkrieges. (52° 34′ 23,6″ N, 14° 13′ 47,1″ O) | Stiel-Eiche mit einem Stammumfang von ca. 562 cm. Waldbaum, aber aufgrund seiner Größe und Ausdehnung auffällig. | Für die Art besonderer Stammumfang        | 29     |

## Stadt Altlandsberg
| Bild                                    | Bezeichnung    | Lage | Beschreibung | Schutzzweck                          | Nummer |
| --------------------------------------- | -------------- | --- | --- | ------------------------------------ | ------ |
| BW                                      | Eiche Jagen 9b | Altlandsberg, Stadtforst Altlandsberg, Südrand des Jagens 9b. (52° 32′ 55″ N, 13° 47′ 37″ O) | Stammumfang ca. 485 cm. Ehemaliger Hutebaum, durch umgebende Bäume bedrängt. | Für die Art hoher Stammumfang        | 35a    |
| Direkt Bild zu diesem Denkmal hochladen | Eiche Jagen 1a | Altlandsberg, Stadtforst Altlandsberg, Südecke des Jagens 1a. () | Stammumfang ca. 505 cm. Ehemaliger Hutebaum, durch umgebende Bäume bedrängt. | Für die Art hoher Stammumfang        | 35b    |
| BW                                      | Schöffenlinde  | Wegendorf, Im Hausvorgarten des Landwirts Schöppe, ca. 50 m nördlich der Station 8,2 der Kreisstraße Gielsdorf – Wegendorf – Werneuchen, (heute ca. 60 m westlich der Kreisstraße 6427, aktuelle Adresse: Alte Schulstraße 1). (52° 36′ 3,3″ N, 13° 45′ 33,3″ O) | Stammumfang ca. 354 cm. Eigentlich „Schöppen-Linde“: Vor der Einführung einer zentralen Gerichtsbarkeit gab es in Dörfern neben dem Schulzen die Gerichtsschöppen. Diese waren zumeist Bauern des Dorfes, die im Allgemeinen vom Lehnsherren auf Zeit ernannt und durch einen feierlichen Eid verpflichtet wurden, weswegen sie oftmals auch als geschworene Schöppen erwähnt wurden. Ihre Aufgabe bestand darin, den Schulzen, später dem Richter, beim Jahrgericht im Orte bei der Rechtsfindung behilflich zu sein. Ortsbildprägender, markanter Baum; soll nach Angaben aus der Familie Schöppe um 400 Jahre alt sein. | Ortsbild-Prägung, Historischer Bezug | 36     |

## Stadt Bad Freienwalde (Oder)
| Bild                           | Bezeichnung   | Lage | Beschreibung                                                                                             | Schutzzweck                                         | Nummer |
| ------------------------------ | ------------- | --- | --- | --------------------------------------------------- | ------ |
| Fotos hochladen                | Stiel-Eiche   | Altranft, Altranft, ca. 20 m nordöstlich der K 6436 (ehemals B 167) und ca. 10 m nordwestlich der Einfahrt zum Autohaus Oderbruch (Straßenname „Zur Eiche“). (52° 46′ 10,5″ N, 14° 4′ 34,6″ O) | Stammumfang ca. 633 cm. Festsetzung bezog sich auf 2 Bäume, 1 Baum nicht mehr vorhanden.                 | Für die Art besonderer Stammumfang, Ortsbildprägend | 38     |
| Weitere Bilder Fotos hochladen | Rot-Buche     | Bad Freienwalde (Oder), Hammerthal, Weg vom Umspannwerk zur Jugendherberge. (52° 46′ 54,5″ N, 14° 0′ 15,1″ O)                                                                                  | Baum am Waldrand. Stammumfang ca. 471 cm.                                                                | markanter Baum mit für die Art seltenem Stammumfang | 39     |
| Weitere Bilder Fotos hochladen | Stolze Kiefer | Bad Freienwalde (Oder), Hammerthal, im Wald ca. 100 m südlich des Umspannwerks am durch die Kehle südlich in den Wald führenden Wanderweg. (52° 47′ 4,6″ N, 14° 0′ 34,9″ O)                    | Gemeine Kiefer im Wald. Stammumfang ca. 275 cm. Krone verlichtet, viele Starkastabbrüche, Kiefernmistel. | Markanter Baum mit für die Art seltenem Stammumfang | 40     |

## StadtMüncheberg
| Bild | Bezeichnung | Lage | Beschreibung                                                                                                   | Schutzzweck              | Nummer |
| ---- | ----------- | --- | --- | ------------------------ | ------ |
| BW   | 2 Linden    | Hoppegarten, Südseite der B 1 ca. 40 m westlich des Rastplatzes Hoppegarten/Mü. (52° 29′ 42,5″ N, 14° 1′ 46,2″ O) | Stammumfang ca. 373 cm und ca. 377 cm. Beide Linden sind noch recht vital und haben eine hohe Lebenserwartung. | Besonders markante Bäume | 41     |

## Stadt Strausberg
| Bild            | Bezeichnung     | Lage                                                                                    | Beschreibung | Schutzzweck                                         | Nummer |
| --------------- | --------------- | --------------------------------------------------------------------------------------- | --- | --------------------------------------------------- | ------ |
| Fotos hochladen | 2 Flatter-Ulmen | Strausberg, Georg-Kurtze-Straße Ecke Predigerstraße. (52° 34′ 47,2″ N, 13° 52′ 47,2″ O) | Stammumfang ca. 300 cm und ca. 333 cm. Auf Grund der dichten Umgebungsbebauung sind die Bäume auffällig und ortsbildprägend; Standort im Hinblick auf Entwicklung/Entfaltung der Bäume sowie unter Berücksichtigung des Verkehrssicherungsaspektes jedoch ungünstig. | Ortsbildprägend; für die Art seltenerer Stammumfang | 42     |

## StadtWriezen
| Bild            | Bezeichnung | Lage                                                                | Beschreibung | Schutzzweck                         | Nummer |
| --------------- | ----------- | ------------------------------------------------------------------- | --- | ----------------------------------- | ------ |
| Fotos hochladen | Stiel-Eiche | Haselberg, Im Park von Haselberg. (52° 42′ 14,9″ N, 14° 1′ 55,6″ O) | Stammumfang ca. 810 cm. Schädigung = 4+, vermorscht, Rindenverlust 1/3 der Krone trocken, Weißfäule. Wesentlicher Bestandteil des denkmalgeschützten Parks. Fläche unter dem Baum wird nach wie vor als Viehweide genutzt (Huteeiche). | Wahrscheinlich dickster Baum in MOL | 43     |

## Ehemalige Naturdenkmäler
Im Jahr 2011 wurde für 183 andere Objekte im Landkreis die Verordnung des Schutzes als Naturdenkmal aufgehoben.